# USS Dorado (SS-248)
| «Дорадо»                                              | «Дорадо»                                                                                          | «Дорадо»                                                                                          |
| ----------------------------------------------------- | ------------------------------------------------------------------------------------------------- | ------------------------------------------------------------------------------------------------- |
|                                                       |                                                                                                   |                                                                                                   |
|                                                       |                                                                                                   |                                                                                                   |
| Американський ПЧ «Дорадо» в процесі будівництва. 1943 |                                                                                                   |                                                                                                   |
| Під прапором                                          | Військово-морські сили США                                                                        | Військово-морські сили США                                                                        |
| Спуск на воду                                         | 23 травня 1943 року                                                                               | 23 травня 1943 року                                                                               |
| Виведений зі складу флоту                             | 28 серпня 1943 року                                                                               | 28 серпня 1943 року                                                                               |
| Сучасний статус                                       | після 13 жовтня 1943 року зник у Карибському морі; ймовірно затоплений атакою німецького ПЧ U-214 | після 13 жовтня 1943 року зник у Карибському морі; ймовірно затоплений атакою німецького ПЧ U-214 |
| Проєкт                                                |                                                                                                   |                                                                                                   |
| Тип ПЧ                                                | Торпедний ДПЧ                                                                                     | Торпедний ДПЧ                                                                                     |
| Розробник проєкту                                     | General Dynamics Electric Boat, Гротон                                                            | General Dynamics Electric Boat, Гротон                                                            |
| Основні характеристики                                |                                                                                                   |                                                                                                   |
| Швидкість (надводна)                                  | 21 вузол                                                                                          | 21 вузол                                                                                          |
| Швидкість (підводна)                                  | 9 вузлів                                                                                          | 9 вузлів                                                                                          |
| Робоча глибина занурення                              | 91 м                                                                                              | 91 м                                                                                              |
| Автономність плавання                                 | 20 000 км на швидкості 10 вузлів (у надводному положенні)                                         | 20 000 км на швидкості 10 вузлів (у надводному положенні)                                         |
| Екіпаж                                                | 60 осіб                                                                                           | 60 осіб                                                                                           |
| Розміри                                               |                                                                                                   |                                                                                                   |
| Довжина найбільша (по КВЛ)                            | 95,02 м                                                                                           | 95,02 м                                                                                           |
| Ширина корпусу найб.                                  | 8,31 м                                                                                            | 8,31 м                                                                                            |
| Середня осадка (по КВЛ)                               | 5,2 м                                                                                             | 5,2 м                                                                                             |
| Водотоннажність надводна                              | 1549 т                                                                                            | 1549 т                                                                                            |
| Озброєння                                             |                                                                                                   |                                                                                                   |
| Артилерія                                             | 1 × 76-мм палубна гармата                                                                         | 1 × 76-мм палубна гармата                                                                         |
| Торпедно- мінне озброєння                             | 10 носових і кормових ТА. 24 торпеди                                                              | 10 носових і кормових ТА. 24 торпеди                                                              |
| ППО                                                   | 1 × 40-мм зенітна гармата Bofors L60 1 × 20-мм автоматична зенітна гармата «Ерлікон»              | 1 × 40-мм зенітна гармата Bofors L60 1 × 20-мм автоматична зенітна гармата «Ерлікон»              |

«Дорадо» (англ. USS Dorado (SS-248) — американський підводний човен типу «Гато», що входив до складу військово-морських сил США за часів Другої світової війни. Закладений 27 серпня 1942 року на верфі General Dynamics Electric Boat у Гротоні. Спущений на воду 23 травня 1943 року, а 28 серпня 1943 року корабель увійшов до складу ВМС США.

## Історія служби
«Дорадо» зник безвісти під час свого першого переходу між Новим Лондоном і зоною Панамського каналу. Після запланованої дати прибуття 14 жовтня 1943 року були розпочаті пошуки, але вони виявили лише широко розкидані масляні плями та сміття.
Спочатку втрата «Дорадо» пояснювалася помилковою атакою американського літаючого човна «Марінер», який атакував глибинними бомбами невідомий підводний човен 12 жовтня. Вже після війни було з'ясовано, що найймовірніше «Марінер» атакував, але не пошкодив, два німецькі човни U-518 та пізніше U-214.
Вірогідніше за все 8 жовтня 1943 року U-214 встановив мінне поле з 15 мін у підступах до Колона. Цілком можливо, що «Дорадо» підірвався на однієї з цих мін 14 жовтня.